# Rahman Amouzad
Rahman Mousa Amouzadkhalili (in persiano رحمان عموزاد خلیلی‎; Khalilshahr, 17 luglio 2002) è un lottatore iraniano, specializzato nella lotta libera.

## Biografia
Ha esordito nella nazionale seniores all'età di dicionove anni, vincendo la medaglia di bronzo nel torneo dei 57 kg alla Coppa del mondo individuale di Belgrado 2020, competizione che ha rimpiazzato il campionato mondiale, annullato a causa insorgere dell'emergenza sanitaria conseguente alla pandemia di COVID-19.
Ai campionati asiatici di Ulan Bator 2022 ha vinto la medaglia d'oro nel torneo dei 65 kg, battendo in finale l'indiano Bajrang Kumar.

## Palmarès
| Anno | Manifestazione              | Sede       | Evento | Risultato | Note |
| ---- | --------------------------- | ---------- | ------ | --------- | ---- |
| 2018 | Campionati asiatici cadetti | Tashkent   | 45 kg  | Oro       |      |
| 2018 | Mondiali cadetti            | Zagabria   | 45 kg  | Oro       |      |
| 2019 | Campionati asiatici cadetti | Nur-Sultan | 48 kg  | Oro       |      |
| 2019 | Mondiali cadetti            | Sofia      | 48 kg  | Oro       |      |
| 2021 | Mondiali junior             | Ufa        | 61 kg  | Oro       |      |
| 2021 | Mondiali                    | Oslo       | 61 kg  | 11º       |      |
| 2022 | Campionati asiatici         | Ulan Bator | 65 kg  | Oro       |      |

## Altre competizioni internazionali
2020
- Oro nei 57 kg nella Coppa del mondo individuale ( Belgrado)

2021
- Oro nei 61 kg allo Yasar Dogu ( Istanbul)